# Otolelus symphoniacus
Otolelus symphoniacus là một loài bọ cánh cứng trong họ Aderidae. Loài này được Klinger miêu tả khoa học năm 2000.